# آلتر (دهانه)
آلتر یک دهانه برخوردی در ماه است.

## دهانه‌های اقماری
این دهانه ۲ دهانه اقماری دارد.
| Alter | عرض جغرافیایی | طول جغرافیایی | قطر          |
| ----- | ------------- | ------------- | ------------ |
| K     | ۱۶٫۳° N       | ۱۰۶٫۰° W      | ۲۲٫۰ کیلومتر |
| W     | ۲۰٫۴° N       | ۱۰۹٫۲° W      | ۵۲٫۰ کیلومتر |